# Meze

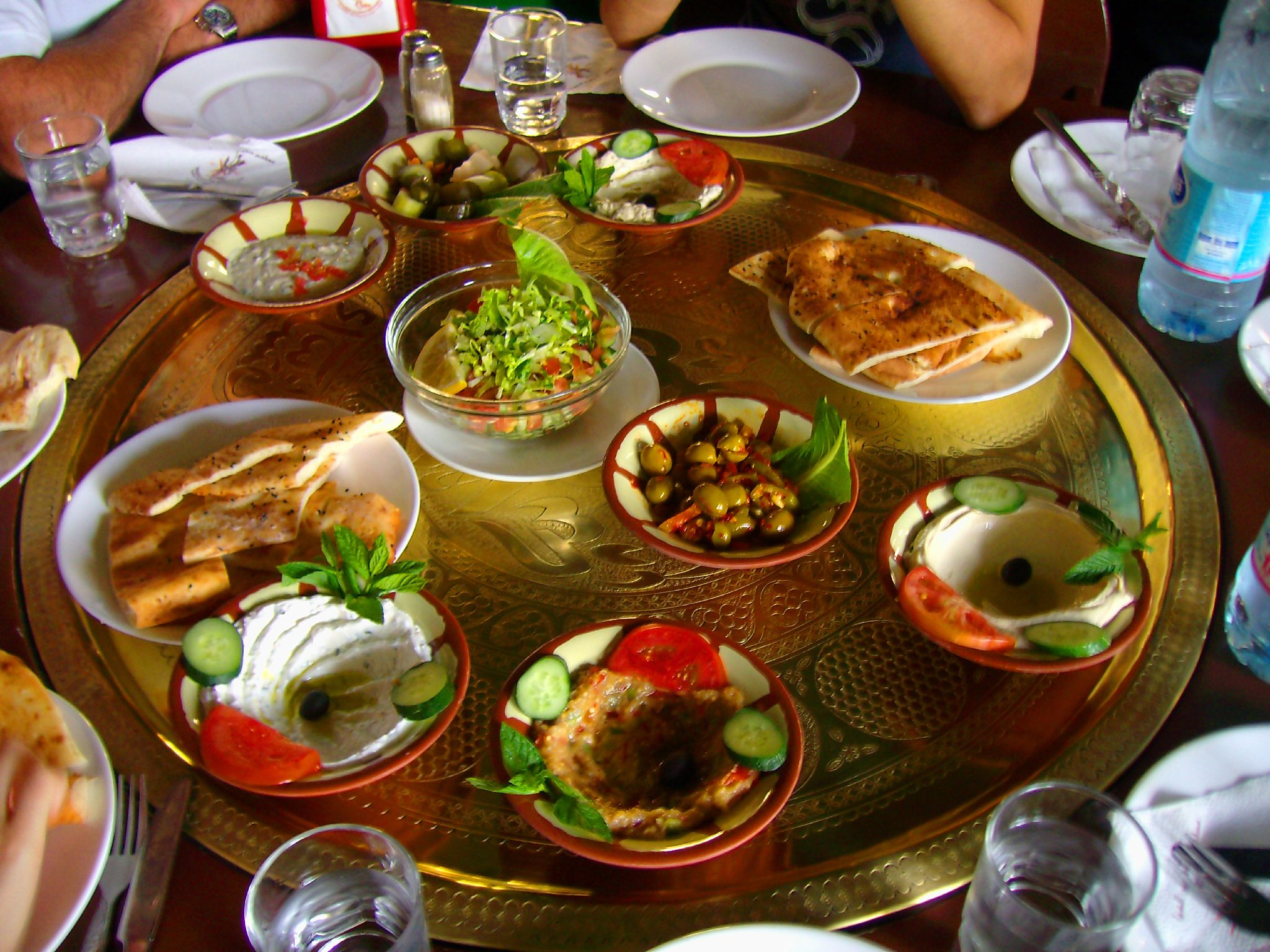
Un piatto di meze della Giordania.

La meze (o mezze) è una selezione di antipasti (per la maggior parte di consistenza cremosa), che nella cucina levantina, nella cucina turca e nella cucina greca sono serviti all'inizio del pasto, prima delle portate principali.

## Etimologia
Il termine meze deriva dalla parola turca meze, a sua volta importato dall'omofono persiano mazze o mazīdan (مزه), che ha il significato di "gusto", "sapore", "condimento". Questa parola, comunque, esiste nella terminologia culinaria di tutti i territori appartenuti all'Impero ottomano e nei territori limitrofi nel Caucaso.
I termini attualmente diffusi sono questi:
- in arabo (espressione usata in tutti i paesi di lingua araba): mezze (مازة‎‎ o مزة‎‎). Tuttavia, se non accompagnata con bevande, la meza è anche indicata con la parola araba muqabbilat
- in persiano: maze
- in turco (espressione usata anche in Azerbaigian e Cipro del Nord): meze
- in greco: meze o mezés (μεζές), al plurale mezedes (μεζέδες)
- in bulgaro: meze (мезе)
- nei territori della Ex-Jugoslavia: meze o meza (мезе, меза).

## Piatti che compongono la meze

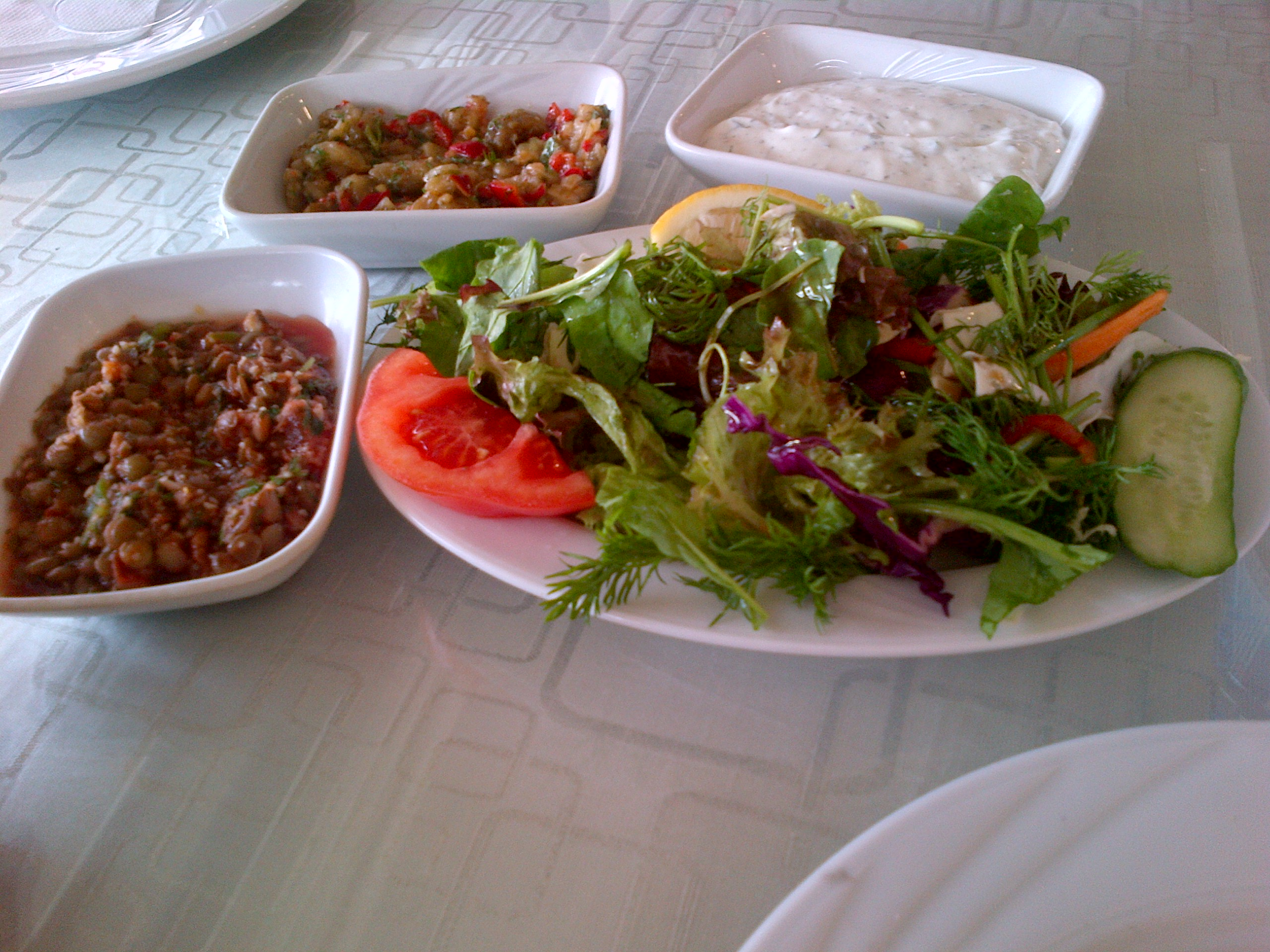
Una insalata e alcuni piatti di meze della Turchia: lenticchie verdi (fredde), insalata di melanzane e "haydari".

Oltre alle olive, al formaggio, e ai vari sottaceti, le meze includono i seguenti piatti.
| Nome arabo                                        | Nome greco           | Nome turco                   | Nome armeno | Immagine                                            | Descrizione |
| ------------------------------------------------- | -------------------- | ---------------------------- | ----------- | --------------------------------------------------- | --- |
| Arayes                                            |                      | Lahmacun                     | Lahmajo     |                                                     | pane basso farcito con carne di agnello, cipolle, pomodoro e spezie e abbrustolito                                                    |
| Asbe sawda                                        |                      | Arnavut ciğeri               |             |                                                     | piccoli pezzi di fegato fritto serviti con cipolle, prezzemolo e peperoncino                                                          |
| Baba ghanoush (Moutabal)                          | Melitzanosalata      | Patlıcan ezmesi (Babagannuş) |             |                                                     | salsa a base di polpa di melanzane con spezie                                                                                         |
| Ful (Mdammas)                                     | Fava                 | Bakla ezmesi                 |             |                                                     | un purè di fave |
| Burek                                             | Boureki              | Börek                        | Boureg      |                                                     | sfoglie di pasta sottile ripiene di formaggio, carne o verdure                                                                        |
| Wara Enab                                         | Dolmadakia           | Sarma (Yaprak sarma)         | Sarma       |                                                     | involtini di foglia di vite farciti di riso                                                                                           |
| Falafel                                           |                      | Falafel                      |             |                                                     | polpette di legumi speziate e fritte                                                                                                  |
| Fasuliya                                          |                      | Fasulye pilaki               | Fasoulia    |                                                     | fagioli cotti in olio con aglio, concentrato di pomodoro e carote                                                                     |
| Fattoush                                          |                      | Fettuş                       |             |                                                     | insalata con diversi vegetali e pezzi di khubz tostato                                                                                |
|                                                   |                      |                              | Haydari     |                                                     | crema a base di yogurt, aglio e spezie varie                                                                                          |
| Hummus                                            |                      | Humus                        | Homus       |                                                     | salsa a base di pasta di ceci e pasta di semi di sesamo (tahina) aromatizzata con olio di oliva, aglio, succo di limone e spezie      |
|                                                   | Kalamarάkia thganhtά | Kalamar tava                 |             |                                                     | calamari fritti e serviti con salsa Tarator                                                                                           |
| Mast-o-khiar                                      | Tzatziki             | Cacık                        |             |                                                     | crema a base di yogurt, cetrioli, aglio, menta e olio                                                                                 |
| Kibbeh                                            |                      | İçli köfte                   |             |                                                     | Polpette di bulgur, con pinoli e spezie                                                                                               |
| Kafta (Kofta)                                     | Köfte                | Şiş köfte                    |             | Polpette di carne, con cipolla, prezzemolo e spezie | |
| Kibbeh nayyeh                                     |                      | Çiğ köfte                    | Chi Kufte   |                                                     | piatto a base di carne cruda macinata                                                                                                 |
|                                                   |                      | Kısır                        | Eech        |                                                     | meze molto popolare preparata con bulgur, concentrato di pomodoro, prezzemolo, cipolle, aglio, succo di melagrana e moltissime spezie |
|                                                   | Kolokythάkia gemistà | Kabak çiçeği dolması         |             |                                                     | dolma fatta riempiendo fiori di zucca                                                                                                 |
| Labaneh                                           |                      | Labne                        | Lebni       |                                                     | formaggio-yogurt di colore bianco, realizzato con latte di pecora, mucca o capra                                                      |
| Ljit kousa                                        | Kolokythokeftedes    | Mücver                       |             |                                                     | polpettine fritte di zucchina speziata con cannella, coriandolo, zenzero, noce moscata e chiodi di garofano                           |
| Muhammara                                         |                      | Cevizli Acılı Ezme (Acuka)   |             |                                                     | un purè preparato con noci, peperone rosso, pasta di peperone, pomodoro, cipolle e cumino                                             |
|                                                   |                      | Piyaz                        |             |                                                     | un'insalata di fagioli bianchi o patate, con cipolle e aceto                                                                          |
| Salatit Roka                                      | Róka Saláta          | Arugula                      |             |                                                     | insalata di rucola |
| Shakshuka                                         |                      | Şakşuka                      |             |                                                     | melanzane e peperoni tritati e fritti serviti con yogurt                                                                              |
| Sikh lahme (agnello o manzo), Shish taouk (pollo) | Souvlaki             | Şiş tavuk Çöp şiş            |             |                                                     | spiedino di carne (pollo, agnello o manzo) marinata in una miscela di succo di limone, olio d'oliva e spezie                          |
| Sujuk                                             | Soutzoúki            | Sucuk                        | Sojoukh     |                                                     | salsiccia secca condita |
| Tabbouleh                                         | Maintanosalata       | Tabbule Arap salatası        | Tabuleh     |                                                     | meze libanese preparata con bulgur, prezzemolo, cipollotti, menta, pomodoro e cetrioli                                                |
|                                                   | Taramosalata         | Tarama                       |             |                                                     | salsa di taramá (uova di carpa in salamoia) con succo di limone, cipolle, aglio e olive.                                              |
| Tajin                                             |                      |                              |             |                                                     | Salsa a base di pesce e Tarator |
|                                                   | Gemistà              | Yemista                      |             |                                                     | Pomodori e peperoni ripieni di riso e spezie                                                                                          |

Altre meze comprendono verdure fritte (melanzane, peperoni verdi, servite con yogurt e/o salsa di pomodoro e aglio), insalata di polpo, cozze fritte o riempite di riso.